# Desastre naval de La Herradura
El desastre de La Herradura fue un naufragio múltiple que tuvo lugar el 19 de octubre de 1562. Durante el mismo se hundieron veinticinco naves y murieron cerca de 5000 personas. Tuvo lugar en la bahía de La Herradura, actual provincia de Granada, al buscar refugio la armada comandada por el capitán general de las galeras de España, Juan de Mendoza y Carrillo. Las pérdidas materiales y humanas se llegaron a equiparar a las padecidas en la Batalla de Los Gelves de 1560.

## Composición de la armada
La armada estaba compuesta por 28 galeras, 12 de la armada conocida como galeras de España, 6 de las galeras del Reino de Nápoles, y 10 de capitanes genoveses. Se hallaban embarcados 2.172 soldados y unos 50 marineros y 144 remeros por embarcación, lo que supondría un total de más de 7000 personas embarcadas, sin contar mujeres, familiares, y criados. 

## Naufragio
La armada se había desplazado desde su base en Cerdeña hasta Málaga, para pertrecharse y después partir al socorro de las plazas españolas de Orán y Mazalquivir, transportando la flota mujeres y familiares de los soldados que se hallaban en Orán. 
Aguardando viento favorable para desplazarse a África, la tarde del 18 de octubre, debido al mal tiempo y a que el puerto de Málaga se hallaba muy expuesto al oleaje del este, Mendoza ordenó que la flota se desplazara a la bahía de La Herradura, sesenta kilómetros al este, donde hallaría resguardo. Remando, las galeras llegaron a la bahía la mañana del día siguiente, pero una vez echadas las anclas al levante de la bahía, en la Punta de la Mona, se levantó fuerte viento del sudoeste, que empujó las galeras contra los riscos y contra la playa, haciendo chocar unas embarcaciones con otras. 

## Supervivientes
Se asume que el total de víctimas pudo rondar las 5000. Puede que se salvaran unas tres mil personas, aunque el número de los embarcados también es una estimación. 
Muchos de los supervivientes se refugiaron durante un mes aproximadamente en el Valle de Lecrín, concretamente en El Chite, Nigüelas y El Padul. Casi todos fueron soldados pero también había mujeres que se dirigían a la plaza de Orán. 
Dado que Juan de Mendoza había dado orden de soltar a los galeotes, se salvaron 1740, que pudieron llegar a nado a la costa, teniendo más facilidad para nadar por hallarse desprovistos de ropas y armas. Estos 1740 fueron capturados con posterioridad, y por eso se conoce su cifra exacta, pasando a servir a galeras que se armaban en Barcelona.      
Escaparon del desastre tres galeras, Mendoza, Soberana y San Juan. El capitán general, Juan de Mendoza, se ahogó, tras ser arrastrado al mar después de quedar aturdido al ser golpeado por el árbol de la nave que comandaba, la Capitana.
La pérdida de la flota precipitó las acciones otomanas que desembocaron en el sitio de Orán y Mazalquivir.

## Meteorología
Se asume que el viento, excepcionalmente fuerte para la región, fue causado por una borrasca o ciclón extratropical del tipo de Shapiro y Keyser, con vientos huracanados de más de 64 nudos.

## Literatura
- Fernando Moyano, soldado del tercio de Flandes superviviente del naufragio, escribió un poema sobre el suceso, publicado en 1893 por Cesáreo Fernández Duro en su obra Viajes regios por mar en el transcurso de quinientos años (1893).
- Miguel de Cervantes, hace referencia al suceso en la segunda parte de El Quijote.
- Un viento inesperado. El naufragio de la Armada de Felipe II en La Herradura (1562). Autor: Tomás Hernández Molina. Publicado en 2012 y editado por el Ayuntamiento de Almuñécar.
- El naufragio de La Herradura y su repercusión en el Valle de Lecrín. Año de 1562. Autor: Carmelo A. García Campoy.. Publicado en diciembre de 2019 por el Ayuntamiento de El Padul.

## Museo 1562 La Furia del Mar
En 2021 se inauguró el museo 1562 La Furia del Mar en el Castillo de la Herradura